# Rue Garancière
La rue Garancière est une voie située dans le quartier de l'Odéon du 6e arrondissement de Paris, en France.

## Situation et accès
Elle débute au 29, rue Saint-Sulpice et se termine au 34, rue de Vaugirard, en face du jardin du Luxembourg. Orientée nord-sud, elle est longue de 220 m.
La station de métro la plus proche est la station Saint-Sulpice, où circulent les trains de la ligne 4.

## Origine du nom
Le nom actuel fait référence à l'hôtel anciennement appelé « hôtel Garancière », aujourd'hui hôtel de Sourdéac, construit en 1540 au no 8. Son nom venait de ce qu'il a longtemps hébergé une teinturerie du nom de « Maison Garance », couleur bien connue dans cette activité industrielle.

## Historique
Lors de son ouverture, cette voie reçoit le nom de « ruelle Saint-Sulpice », par la suite « rue Garancée » et enfin « rue Garancière » (elle est mentionnée sous le nom de « rue Garentières » dans un manuscrit de 1636. 
Un plan de l'époque de la Révolution la nomme « rue des Fossoieurs », peut-être parce qu'elle était empruntée par des convois transportant les ossements des cimetières parisiens vers les catacombes alors en cours d'aménagement.
L'alignement actuel a été décidé en 1843, avec une exception au droit de l'église Saint-Sulpice, dont l'abside dépasse aujourd'hui encore en saillie sur le trottoir.

## Bâtiments remarquables et lieux de mémoire

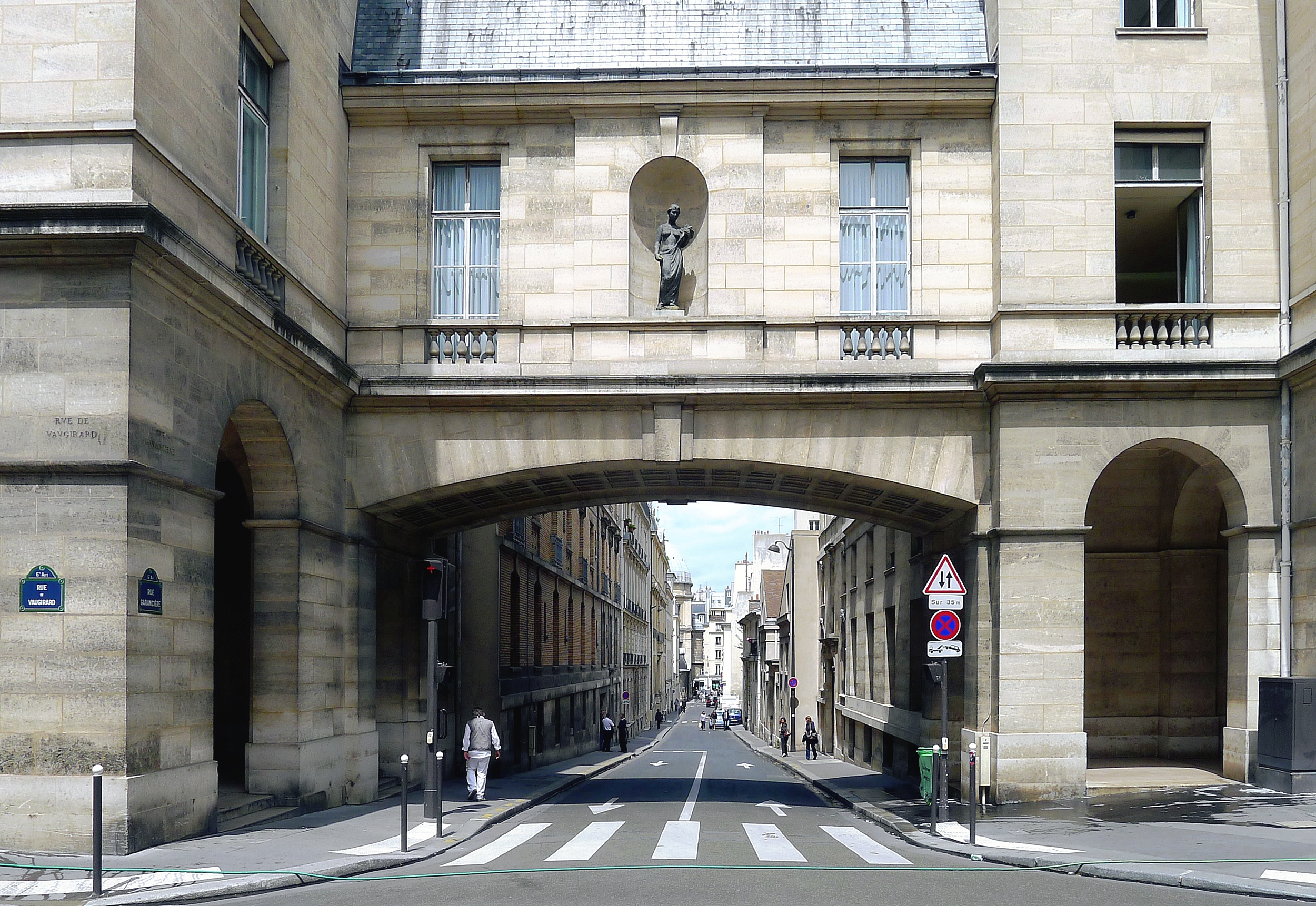
Rue Garancière vue depuis la rue de Vaugirard.

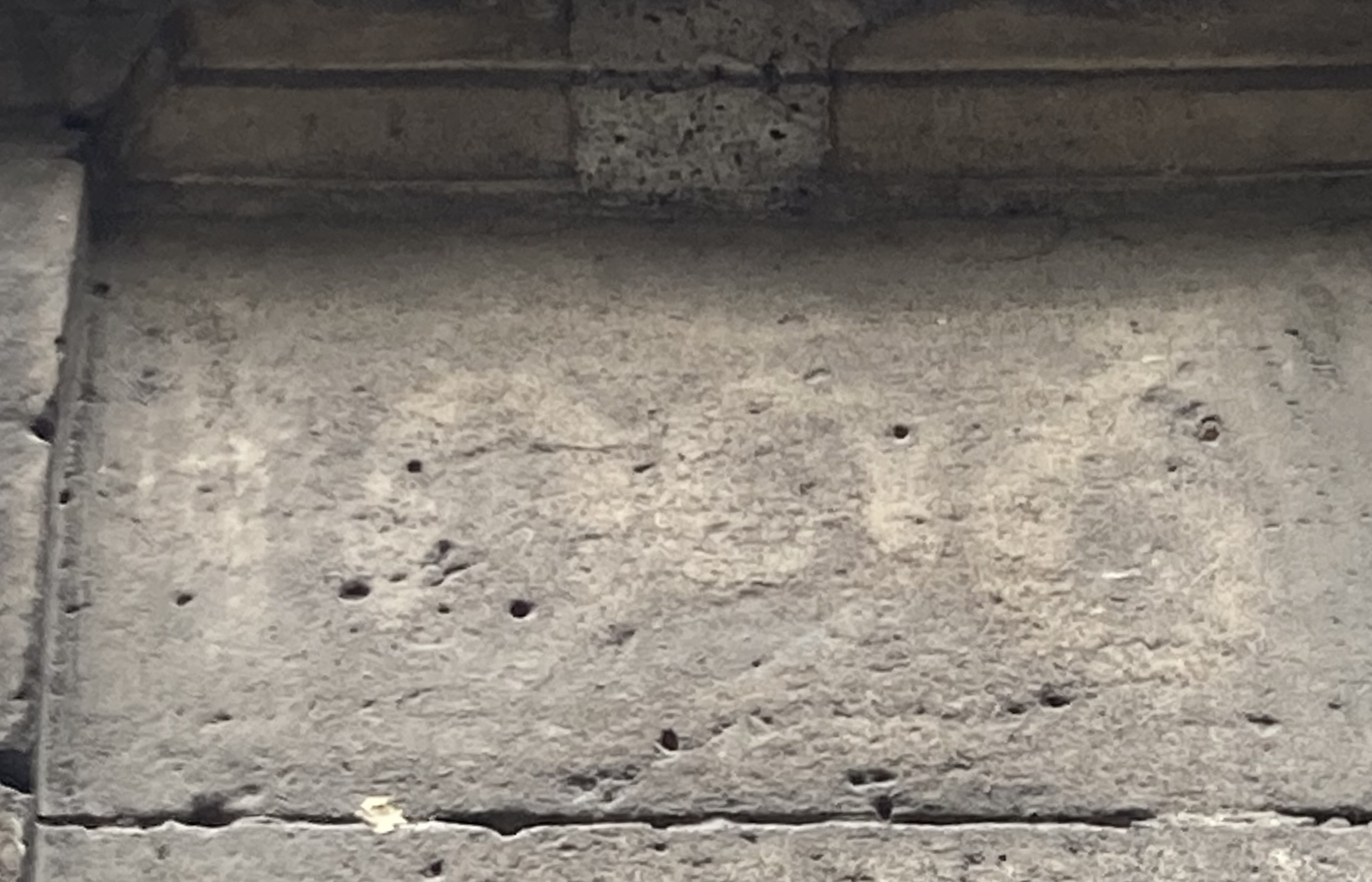
Numérotation officielle révolutionnaire subsistant au n° 2.

- Le philosophe Gottfried Wilhelm Leibniz vécut rue Garancière dans les années 1670, mais on ignore à quel numéro[5].
- No 1 : le peintre et cinéaste Frédéric Back vécut à cette adresse en 1937[6].
- No 2 : au-dessus de la porte communiquant à la crypte de l’Enfant-Jésus de l'église Saint-Sulpice subsiste le no 1096. Il s’agit de l’ancienne numérotation officielle révolutionnaire (appelée aussi numérotation sectionnaire) établie en 1791[7].
- No 3 : l'éditeur Francisque Gay y habita de 1914 à 1954 ; une plaque lui rend hommage. La Librairie Bloud et Gay et les Disques Lumen étaient à la même adresse.
- No 3 : anciens ateliers de la maison d'édition d'Eulalie Bouasse-Lebel (1809-1898).
- No 4 : Charles-Maurice de Talleyrand-Périgord est né le 2 février 1754 à cette adresse[8] (une plaque lui rend hommage). Les vestiges de l'hôtel du XVIIe siècle demeurent visibles dans la cour.
- No 5 : imprimerie de Victor Goupy au XIXe siècle[9]. De nos jours UFR d'odontologie d'Université Paris-Cité.
- No 6 : immeuble relevant du patrimoine immobilier affecté au Sénat[10]. On trouve également des locaux appartenant au Sénat dans les immeubles sis aux no 6 bis et 8 bis[10].
- No 7 : belle maison de style Restauration[11].
- No 8 : l'hôtel de Sourdéac. C'est en ces lieux que la cantatrice Spéranza Calo-Séailles (1885-1949) avait un studio où elle donna des concerts en 1937-1939[12].
- No 10 : Victor Baltard, architecte des Halles de Paris, mourut à cette adresse. C'est aussi là que s'élevait la folie du médecin Ambroise Paré.
- No 11 : petit hôtel du Nivernais, dit aussi Petit hôtel d'Entragues (le Grand se trouve au 12, rue de Tournon), dont le permis de construire date de 1769[11]. L'académicien François Thureau-Dangin l'habita[13] (une plaque lui rend hommage).
- No 12 : la fontaine Palatine, construite en 1715 par Anne de Bavière, la princesse Palatine.
- No 13 : immeuble relevant du patrimoine immobilier affecté au Sénat[10].
- Le chevet de l'église Saint-Sulpice donne sur la rue.
- Demeure de Louis Alexandre Lescombat et de son épouse, Marie Catherine Taperet, qui commandita son assassinat en 1754.
- No 17 : hôtel du Lau d'Allemans, du nom de Jean du Lau, curé de Saint-Sulpice à partir de 1750, qui le fit construire en 1751.
- Place August-Strindberg, au croisement de la rue Saint-Sulpice.

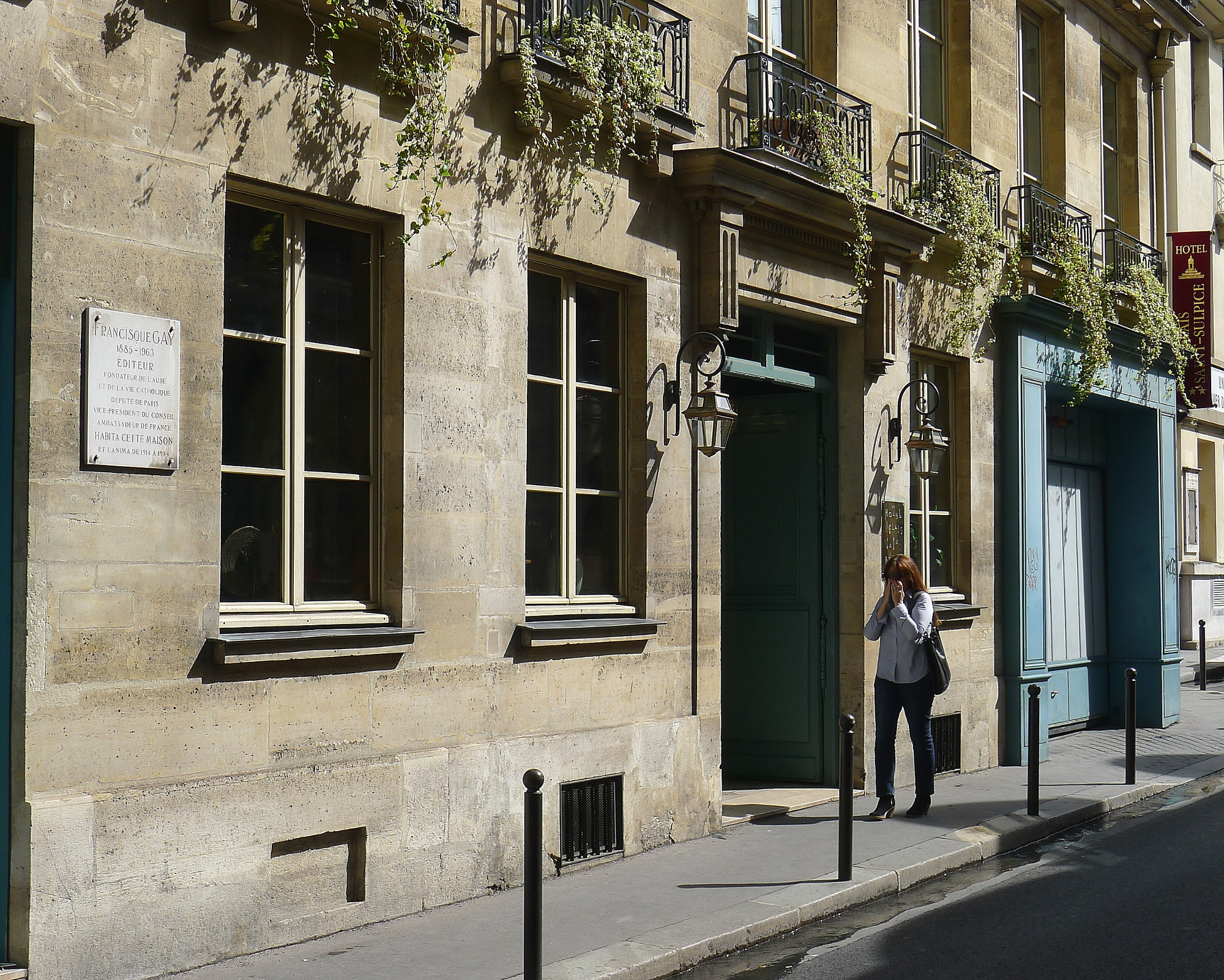
Immeuble au no 3.
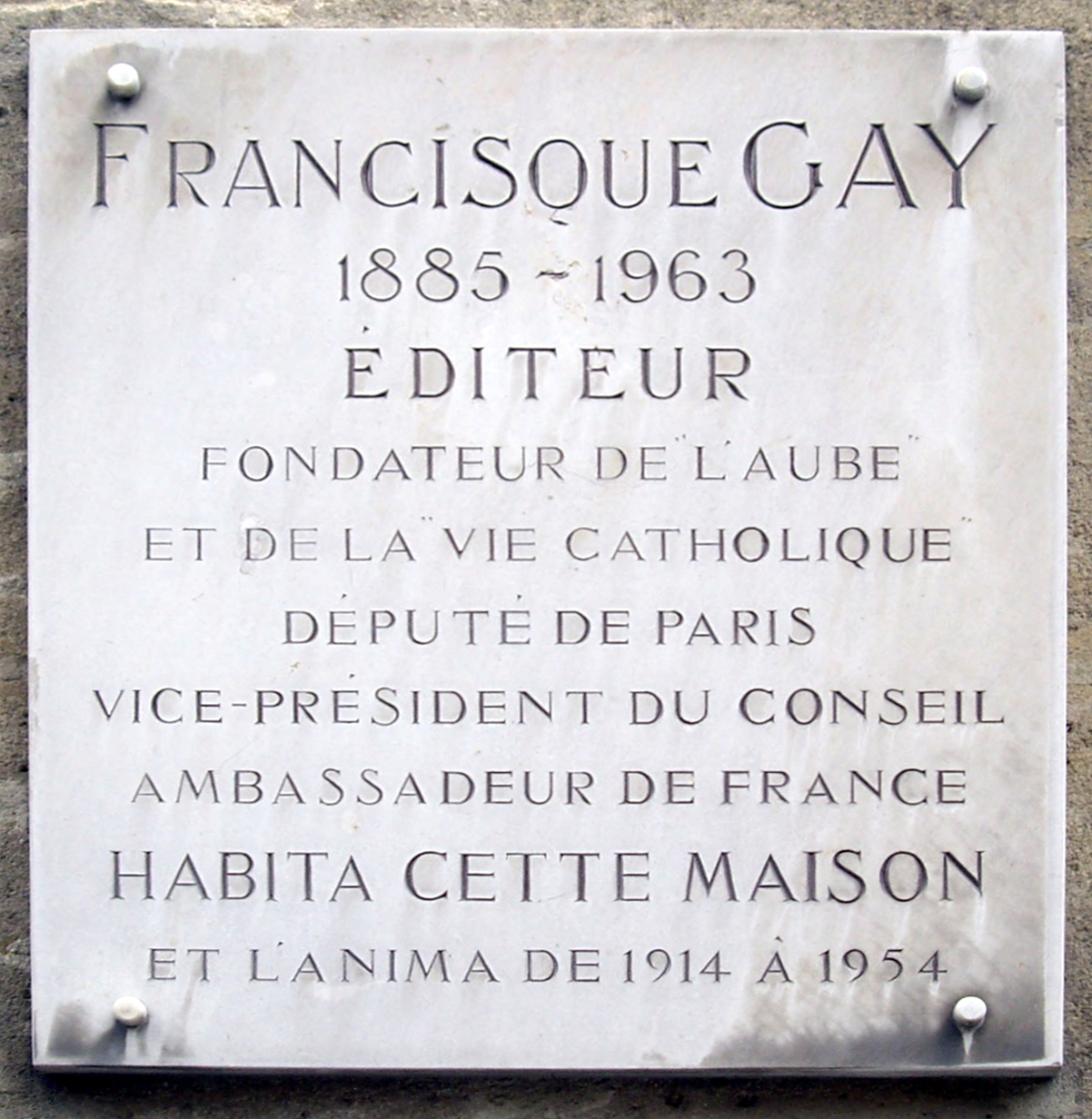
Plaque au no 3.
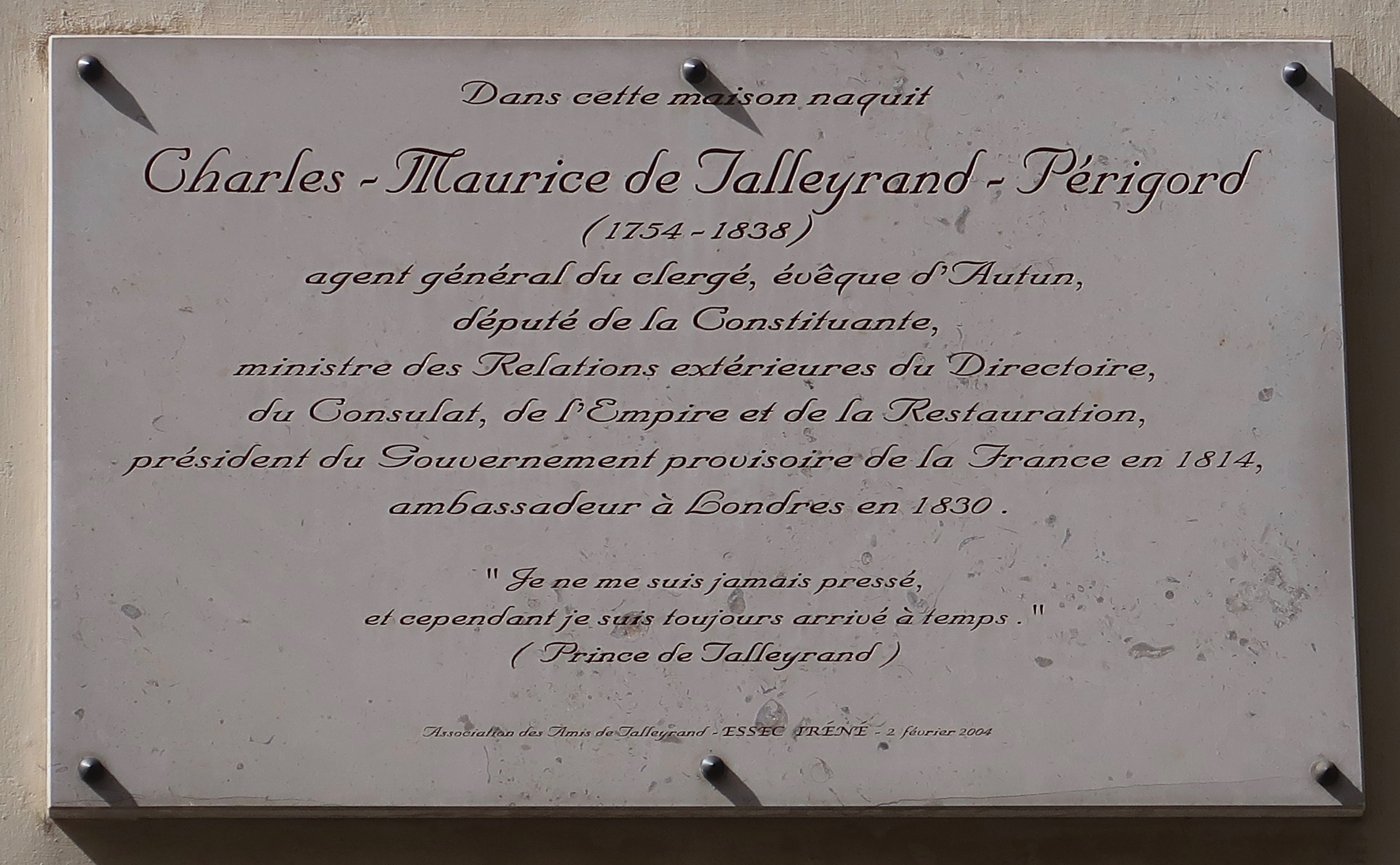
Plaque au no 4.
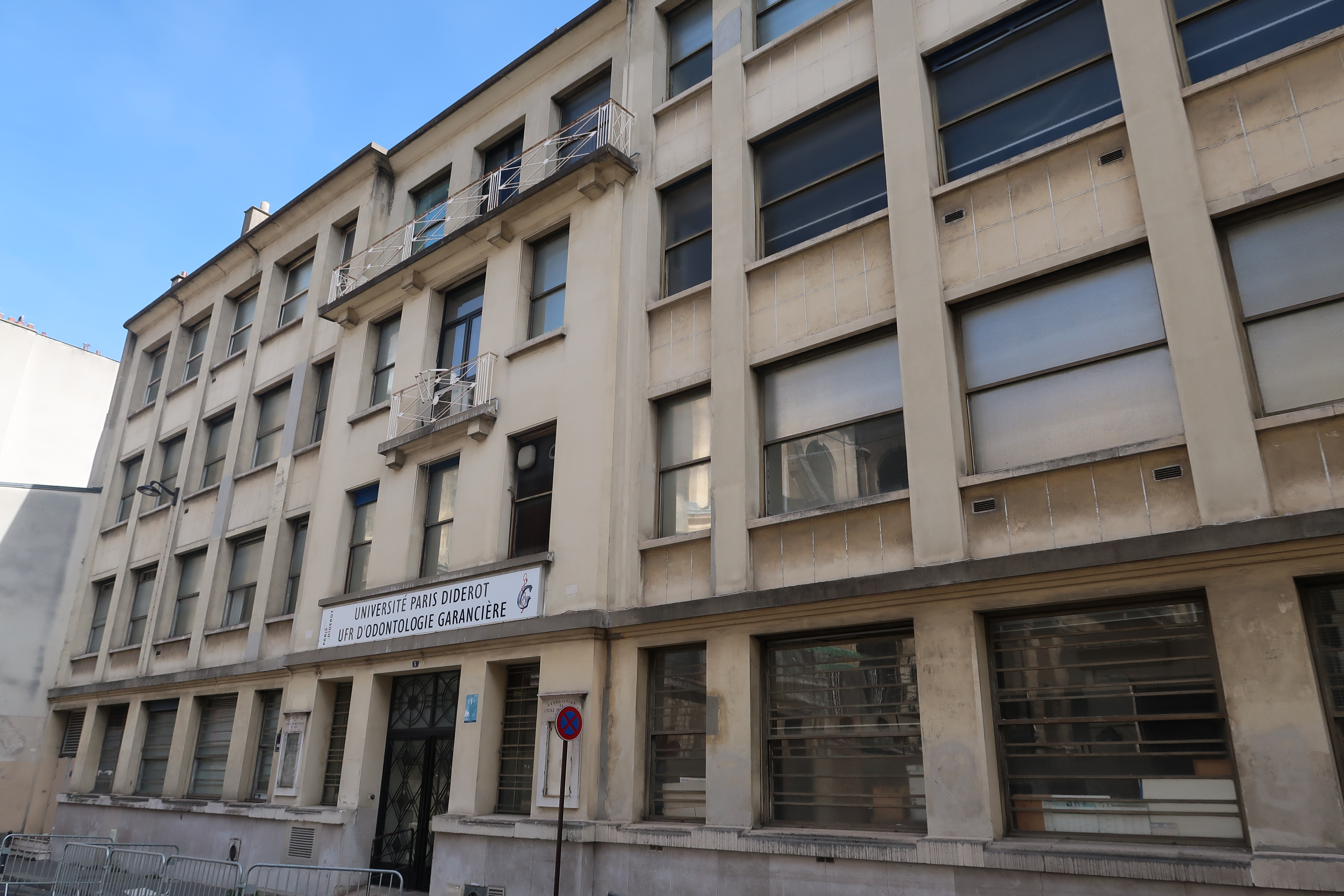
Immeuble au no 5.
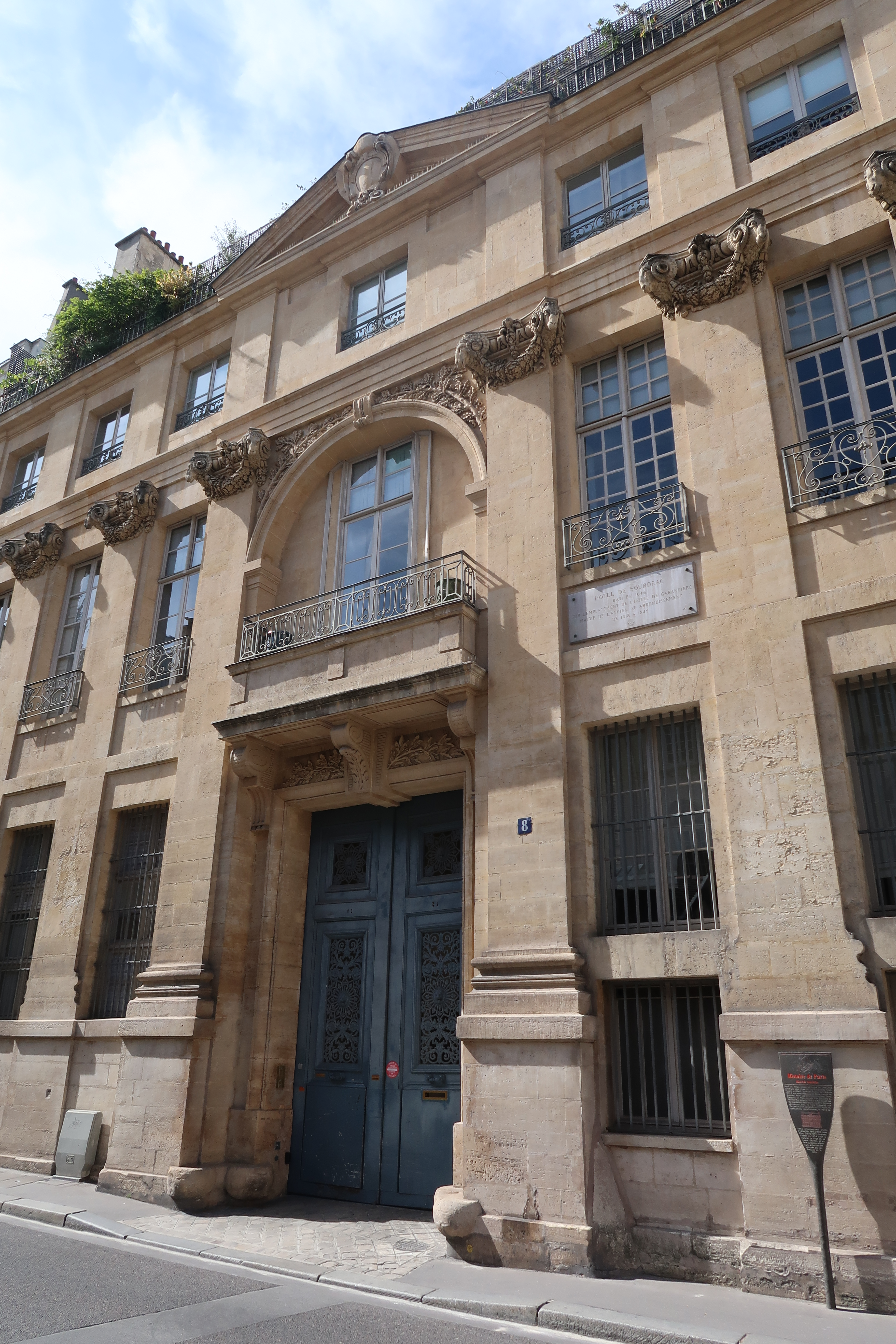
Immeuble no 8.
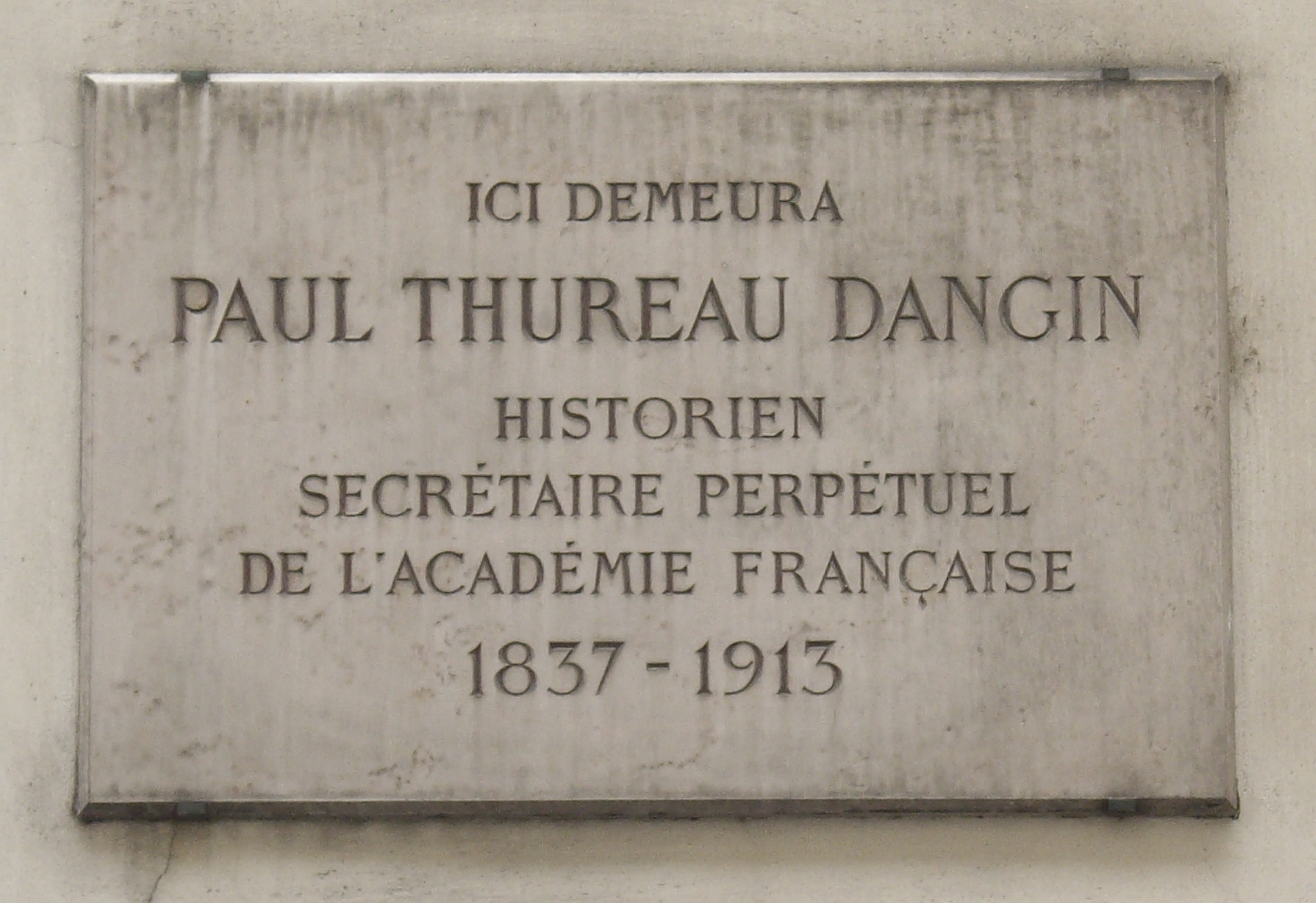
Plaque au no 11.
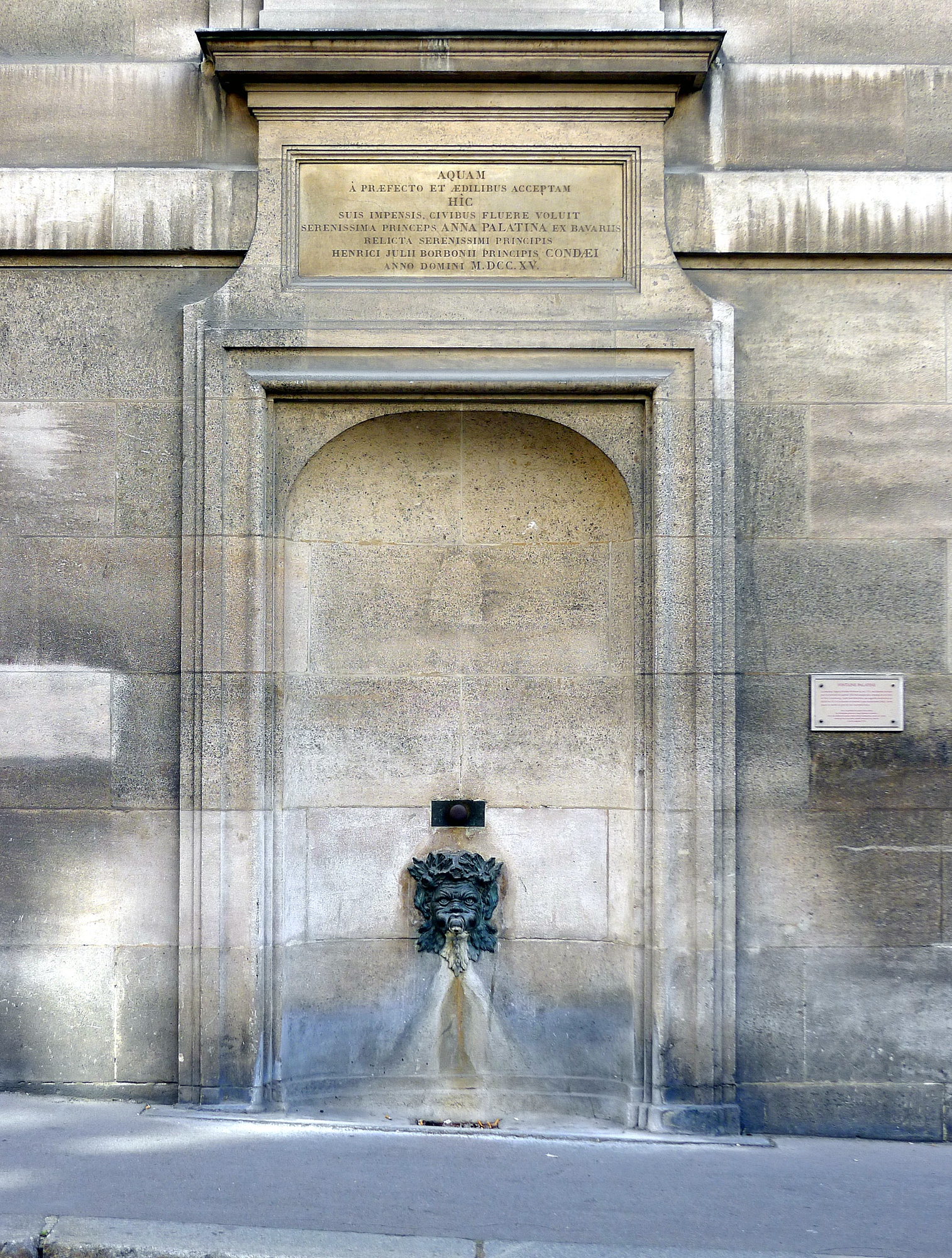
Fontaine du no 12.